# Murray Halberg
Murray Gordon Halberg (ur. 7 lipca 1933 w Eketahuna, zm. 30 listopada 2022 w Auckland) – nowozelandzki lekkoatleta średnio- i długodystansowiec, mistrz olimpijski.

## Życiorys
W młodości grał w rugby. Doznał kontuzji, której skutkiem było trwale uszkodzenie lewej ręki. W następnym roku zajął się wyczynowo bieganiem, zmotywowany przez swoje inwalidztwo. Trenował pod okiem Arthura Lydiarda.
W 1954 zwyciężył w mistrzostwach Nowej Zelandii i wystąpił na igrzyskach Imperium Brytyjskiego i Wspólnoty Brytyjskiej w Vancouver, gdzie zajął 5. miejsce w biegu na 1 milę. Na igrzyskach olimpijskich w 1956 w Melbourne zajął 11. miejsce w finale biegu na 1500 metrów. W 1958 zwyciężył w igrzyskach Imperium Brytyjskiego i Wspólnoty Brytyjskiej w Cardiff w biegu na 3 mile oraz zajął 5. miejsce w biegu na milę. W tym samym roku jako pierwszy nowozelandzki przebiegł 1 milę poniżej 4 minut. Osiągnięcia te dały Halbergowi tytuł Nowozelandzkiego Sportowca Roku.
Przed igrzyskami olimpijskimi w 1960 w Rzymie skoncentrował się na bieganiu na dłuższych dystansach. Zdobył na igrzyskach złoty medal w biegu na 5000 metrów, wyprzedzając Niemca Hansa Grodotzkiego i Polaka Kazimierza Zimnego. Zajął również 5. miejsce w biegu na 10 000  metrów. W 1961 ustanowił trzy rekordy świata, wszystkie na dystansach milowych: w biegach na 2 mile (8:30,0 7 lipca w Jyväskylä, na 3 mile (13:10,0 25 lipca w Sztokholmie) oraz w sztafecie 4 × 1 mile (16:23,8 17 lipca w Dublinie). Na Igrzyskach Imperium Brytyjskiego i Wspólnoty Brytyjskiej w 1962 w Perth obronił tytuł w biegu na 3 mile.
Na igrzyskach olimpijskich w 1964 w Tokio zajął 7. miejsce w biegu na 10 000 metrów, a w biegu na 5000 metrów odpadł w przedbiegach.
Halberg zdobył 11 tytułów mistrza Nowej Zelandii:
- bieg na milę – 1953/1954, 1954/1955, 1955/1956, 1956/1957 i 1959/1960
- bieg na 3 mile – 1957/1958, 1958/1959, 1959/1960, 1960/1961 i 1961/1962
- bieg przełajowy – 1953

Dwa razy był rekordzistą Nowej Zelandii w biegu na 1500 metrów do czasu 3:38,8 (5 września 1958 w Oslo), cztery razy w biegu na 5000 metrów do wyniku 13:35,2 (25 lipca 1961 w Sztokholmie) i dwa razy w biegu na 10 000 metrów do rezultatu 28:32,8 (23 lutego 1964 w Auckland).
Otrzymał Order Imperium Brytyjskiego w 1961, a w 1988 został uszlachcony. w 2008 otrzymał Order Nowej Zelandii, najwyższy order Nowej Zelandii. W 1963 założył fundusz wspomagający dzieci z upośledzeniami.